# Campionati sudamericani di atletica leggera 1920
La seconda edizione dei campionati sudamericani di atletica leggera si tenne a Santiago, Cile. 

## Prove maschili[1]

### Corse
| Evento                | Oro                        | Oro      | Argento                | Argento | Bronzo                     | Bronzo  |
| --------------------- | -------------------------- | -------- | ---------------------- | ------- | -------------------------- | ------- |
| 100m                  | Marcelo Uranga Cile        | 10"8     | Julio Gorlero Uruguay  | 11"0    | Humberto Ramírez Cile      |         |
| 200m                  | Isabelino Gradín Uruguay   | 22"4     | Humberto Ramírez Cile  | 22"6    | Julio Gorlero Uruguay      | 23"4    |
| 400m                  | Isabelino Gradín Uruguay   | 54"0     | Eduardo Flores Uruguay | 54"6    | Gavino Reginato Cile       |         |
| 800m                  | Enrique Thompson Argentina | 2'06"2   | Juan Campos Uruguay    | 2'06"4  | Carlos Escobar Cile        | 2'06"8  |
| 1500m                 | Ángel Entrecasas Argentina | 4'23"2   | Juan Marshall Cile     | 4'23"4  | Oscar Guajardo Cile        | 4'26"2  |
| 5000m                 | Juan Jorquera Cile         | 16'11".4 | Manuel Moraga Cile     | 16'21"8 | Manuel Plaza Cile          | 16'29"4 |
| 10000m                | Juan Jorquera Cile         | 33'13"6  | Manuel Plaza Cile      | 33'18"2 | Enrique Calderón Cile      |         |
| 110 metri ostacoli    | Harold Rosenqvist Cile     | 16.4     | Carlos Patiño Uruguay  | 16.6    | Otto Dietsch Argentina     |         |
| 200 metri ostacoli    | Harold Rosenqvist Cile     | 26.2     | Andrés Mazzali Uruguay | 26.8    | Francisco Silveira Uruguay |         |
| 400 metri ostacoli    | Andrés Mazzali Uruguay     | 59.0     | Eduardo Diez Cile      | 59.8    | Francisco Silveira Uruguay |         |
| Staffetta 4×400 metri | Uruguay                    | 3:34.0   | Argentina              |         |                            |         |

### Altre gare
| Evento                  | Oro                           | Oro   | Argento                       | Argento | Bronzo                        | Bronzo |
| ----------------------- | ----------------------------- | ----- | ----------------------------- | ------- | ----------------------------- | ------ |
| Salto in alto           | Hernán Orrego Cile            | 1,76  | Carlos Patiño Uruguay         | 1,75    | Osvaldo Kolbach Cile          | 1,70   |
| Salto in alto da fermo  | Juan Moliné Argentina         | 1,44  | Carlos Asiadacz Cile          | 1,43    | Carlos Fernández Uruguay      | 1,42   |
| Salto in lungo          | Ricardo Müller Cile           | 6,52  | Fortunato Antola Uruguay      | 6,11    | Héctor Benapres Cile          | 6,10   |
| Salto con l'asta        | Héctor Berruti Uruguay        | 3,26  | Ernesto Goycolea Cile         | 3,25    | Enrique Sansot Cile           | 3,20   |
| Salto in lungo da fermo | Francisco Japke Cile          | 3,00  | Hernán Orrego Cile            | 2,98    | Juan Moliné Argentina         | 2,95   |
| Salto triplo            | Adolfo Reccius Cile           | 13,40 | Héctor Benapres Cile          | 13,21   | Erwin Gevert Cile             | 12,69  |
| Getto del peso          | Benigno Rodríguez Argentina   | 11,96 | Teodoro Scheihing Cile        | 11,54   | Jorge Llobet Cullen Argentina | 11,50  |
| Lancio del disco        | Jorge Llobet Cullen Argentina | 35,28 | David Martín Estévez Uruguay  | 34,64   | Gustavo Krüger Cile           | 34,55  |
| Lancio del martello     | Leonardo de Lucca Uruguay     | 34,14 | Jorge Llobet Cullen Argentina | 33,05   | Teodoro Scheihing Cile        | 32,97  |
| Tiro del giavellotto    | Arturo Medina Cile            | 49,49 | Héctor Berruti Uruguay        | 41,51   | Alberto Asenjo Cile           | 40,90  |